# Robyn Maher
Robyn Leigh Gull, coniugata Maher (Ballarat, 6 ottobre 1959), è un'ex cestista australiana.
È la moglie di Tom Maher.

## Carriera
Con l'Australia ha disputato tre edizioni dei Giochi olimpici (Los Angeles 1984, Seul 1988, Barcellona 1992) e sei dei Campionati mondiali (1979, 1983, 1986, 1990, 1994, 1998).